# Coyote Ugly
Coyote Ugly (en España: El bar Coyote) es una película de drama/comedia romántica estadounidense estrenada en agosto de 2000.
Años después de su estreno original, Coyote Ugly se ha convertido en una película de culto y también en todo un ícono de la moda y la cultura de principios de la década del 2000.

## Argumento
A sus 22 años, Violet Sanford (Piper Perabo), llega a Nueva York con la esperanza de convertirse en cantautora. Pero sus sueños quedan detenidos al no conseguir sello ni productores que quieran escuchar su demo, siendo engañada por alguien que le hace creer ser productor. Buscando trabajo, consigue uno como empleada en el bar Coyote Ugly. El bar es un club nocturno y el punto más caliente de la ciudad, propiedad de Lil (Maria Bello), quien pone a Violet a prueba. Cuenta con un ambicioso plantel de chicas, todas jóvenes y muy atractivas, la coqueta Cammie, la cabezota y variable Rachel y Zoe, la que más propinas consigue. Las "chicas Coyote", como las llaman cariñosamente, provocan a los clientes y a los medios de comunicación con sus atrevidos atuendos, y convierten el bar Coyote en el punto de atracción de los chicos que merodean por la zona, sirviendo tragos y bailando en la barra.
Tras un primer día desastroso de trabajo, Violet es despedida, pero Lil le da una segunda oportunidad al ver que era buena para resolver conflictos (algo muy frecuente en el bar) de manera pacífica. A partir de ahí se va adaptando a la vida en la ciudad hasta hacerse una chica coyote, mientras sale con Kevin, un chico que al llegar a la ciudad, la engañó haciéndole creer que era productor para impresionarla.

## Reparto
- Piper Perabo - Violet Sanford
- Adam Garcia - Kevin O'Donnell
- John Goodman - William "Bill" Sanford
- Maria Bello - Liliana Lovell
- Izabella Miko - Cammie
- Tyra Banks - Zoe
- Bridget Moynahan - Rachel
- Melanie Lynskey - Gloria
- Del Pentecost - Lou
- Michael Weston - Danny
- Melody Perkins - Nueva Coyote
- LeAnn Rimes - ella misma
- Johnny Knoxville - Chico de la Universidad
- John Fugelsang - Richie the Booker
- Michael Bay (cameo) - como el fotógrafo

## Banda sonora
1. LeAnn Rimes - Can't Fight the Moonlight
2. LeAnn Rimes - Please Remember
3. LeAnn Rimes - The Right Kind of Wrong
4. LeAnn Rimes - But I Do Love You
5. Don Henley - All She Wants to Do Is Dance
6. EMF - Unbelievable
7. Snap! - The Power
8. INXS - Need You Tonight
9. The Charlie Daniels Band - The Devil Went Down to Georgia
10. Rare Blend - Boom Boom Boom
11. Tamara Walker - Didn't We Love
12. Mary Griffin - We Can Get There
13. Blondie - One Way or Another
14. Billy Idol - Rebel Yell
15. Stray Cats - Rock This Town
16. The Georgia Satellites - Keep Your Hands to Yourself
17. Fastball - Out of My Head
18. Pigeonhed - Battle Flag (Lo-Fidelity Allstars Remix)
19. Rob Base and DJ E-Z Rock - It Takes Two
20. The Miracles - Love Machine
21. DMX - Party Up (Up In Here)
22. Sugar Ray - Fly
23. Gloria Gaynor - I Will Survive
24. Tara MacLean - That's Me
25. The Calling - Wherever You Will Go
26. Def Leppard - Pour Some Sugar on Me
27. Lenny Kravitz - Fly Away
28. The Reverend Horton Heat - Beer.30
29. Uncle Kracker - Follow Me
30. Nurse With Wound - Cruisin' for a Bruisin
31. Third Eye Blind - Never Let You Go
32. Anastacia - Love Is Alive
33. Kid Rock - Cowboy
34. Joe Strummer & The Mescaleros - Tony Adams
35. Unwritten Law - Cailin
36. Elvis Presley - Can't Help Falling in Love
37. Chalk Farm - Like Water
38. Joan Jett & the Blackhearts - I Love Rock N Roll